# 65159 Sprowls
65159 Sprowls è un asteroide della fascia principale. Scoperto nel 2002, presenta un'orbita caratterizzata da un semiasse maggiore pari a 3,0634859 UA e da un'eccentricità di 0,0378163, inclinata di 10,72853° rispetto all'eclittica.
L'asteroide è dedicato a Marlene Sprowls Durig, moglie del padre dello scopritore.